# Alángium

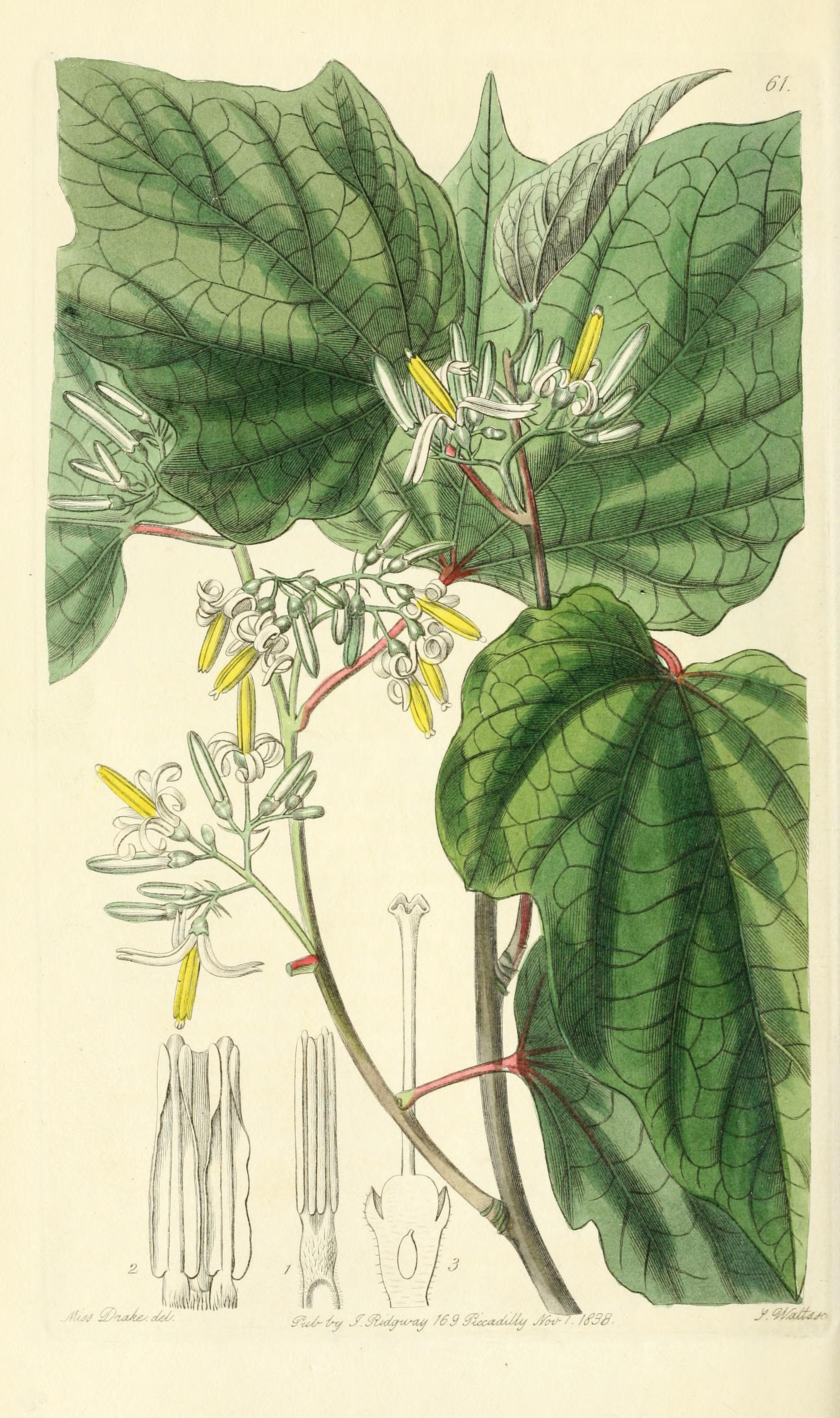
Ilustrace alángia čínského z 1. poloviny 19. století

Alángium (Alangium), česky též angolam, je rod rostlin z čeledi dřínovité (Cornaceae). Jsou to opadavé dřeviny se střídavými jednoduchými listy a květy s páskovitými korunními lístky. Plodem je peckovice. Rostou v tropických a subtropických oblastech od Afriky po Austrálii a Tichomoří. Nejvíce druhů se vyskytuje v jihovýchodní Asii. Několik druhů zasahuje ve východní Asii i do teplých oblastí mírného pásu.

## Popis
Alángia jsou opadavé nebo stálezelené keře a stromy nebo výjimečně dřevnaté liány (Alangium kwangsiense), někdy s trny. Listy jsou jednoduché, střídavě postavené, s celistvou nebo laločnatou čepelí, bez palistů. Žilnatina může být zpeřená, dlanitá nebo od báze trojžilná. Některé druhy mají v paždí žilek na rubu listů domatia. Květy jsou oboupohlavné, pravidelné, v úžlabních vrcholících. Stopky květů jsou článkované. Kalich je srostlý ze 4 až 10 lístků a se stejným počtem zubů, případně na vrcholu uťatý. Korunní lístky jsou páskovité, volné nebo na bázi srostlé, ve stejném počtu jako kališní lístky. Tyčinek je stejný počet jako korunních lístků nebo 2 až 4x tolik. Tyčinky jsou volné a vyrůstají z nektáriového terče. Čnělka je buď dlouhá, nitkovitá, zakončená kyjovitou, laločnatou nebo hlavatou bliznou, nebo řidčeji zkrácená a rozdělená ve 2 prodloužená stylodia. Semeník je spodní, obvykle jednopouzdrý (řidčeji dvoupouzdrý). V každém pouzdru je jediné vajíčko. Plodem je jednosemenná nebo řidčeji dvousemenná peckovice nesoucí na vrcholu vytrvalý kalich a květní terč.

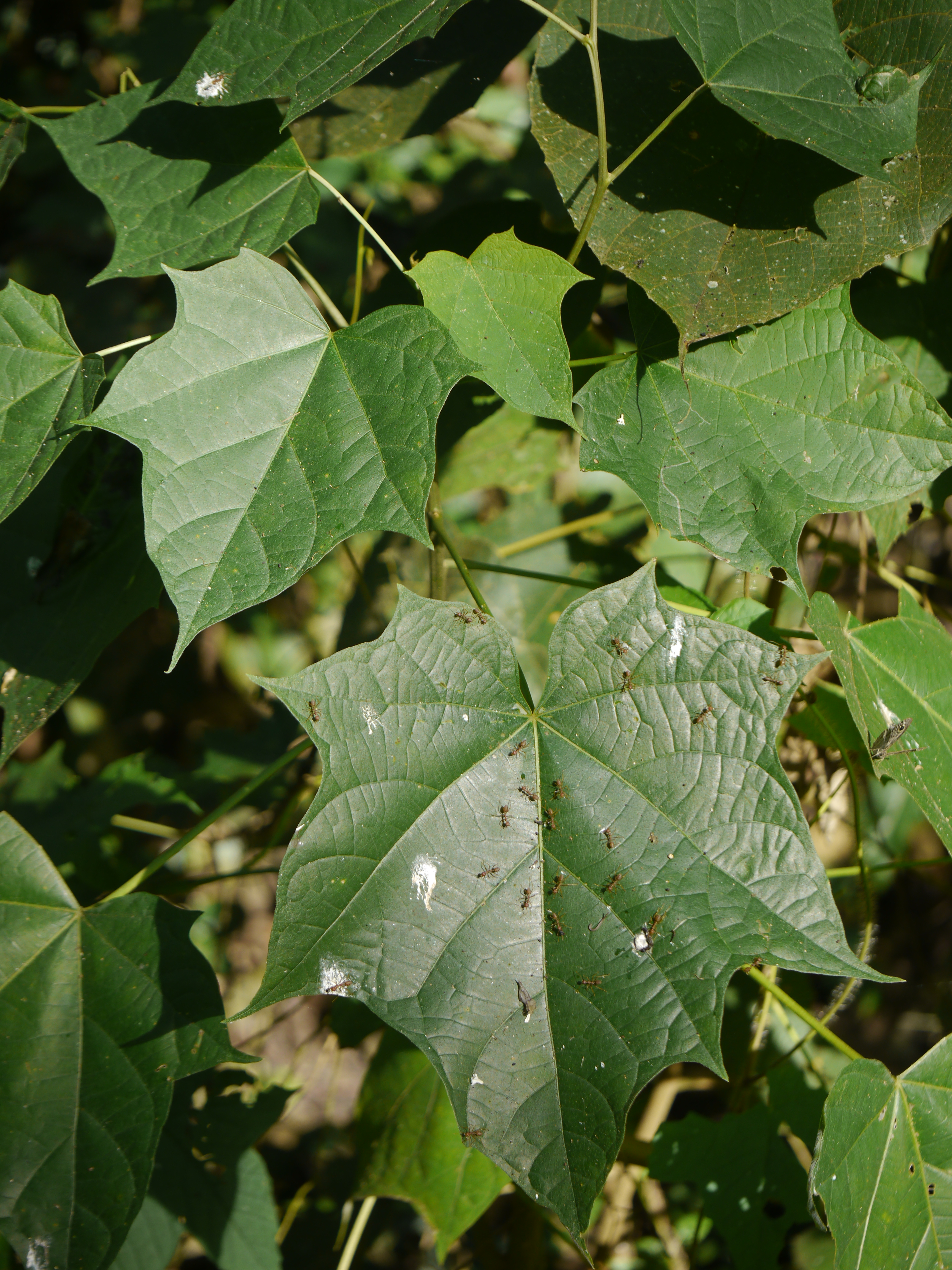
Listy alángia čínského
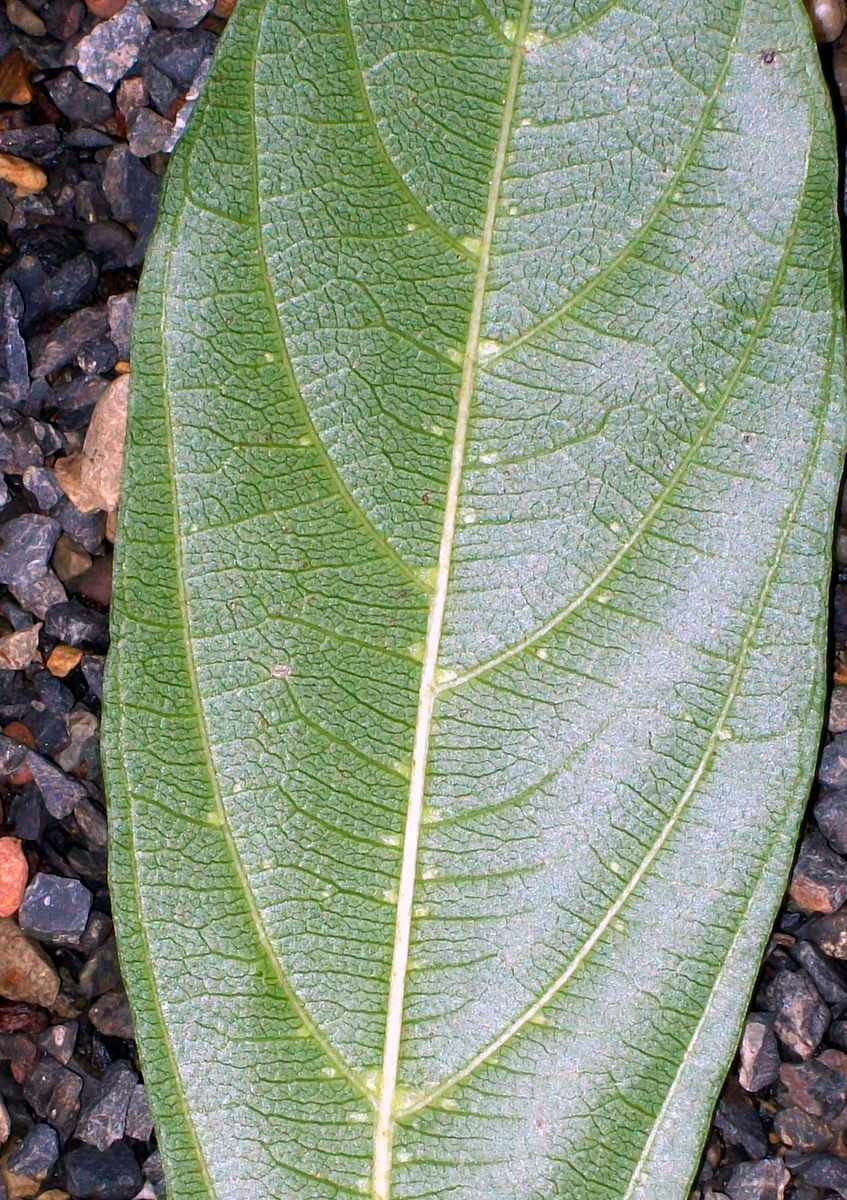
List Alangium villosum s domatii v paždí žilek
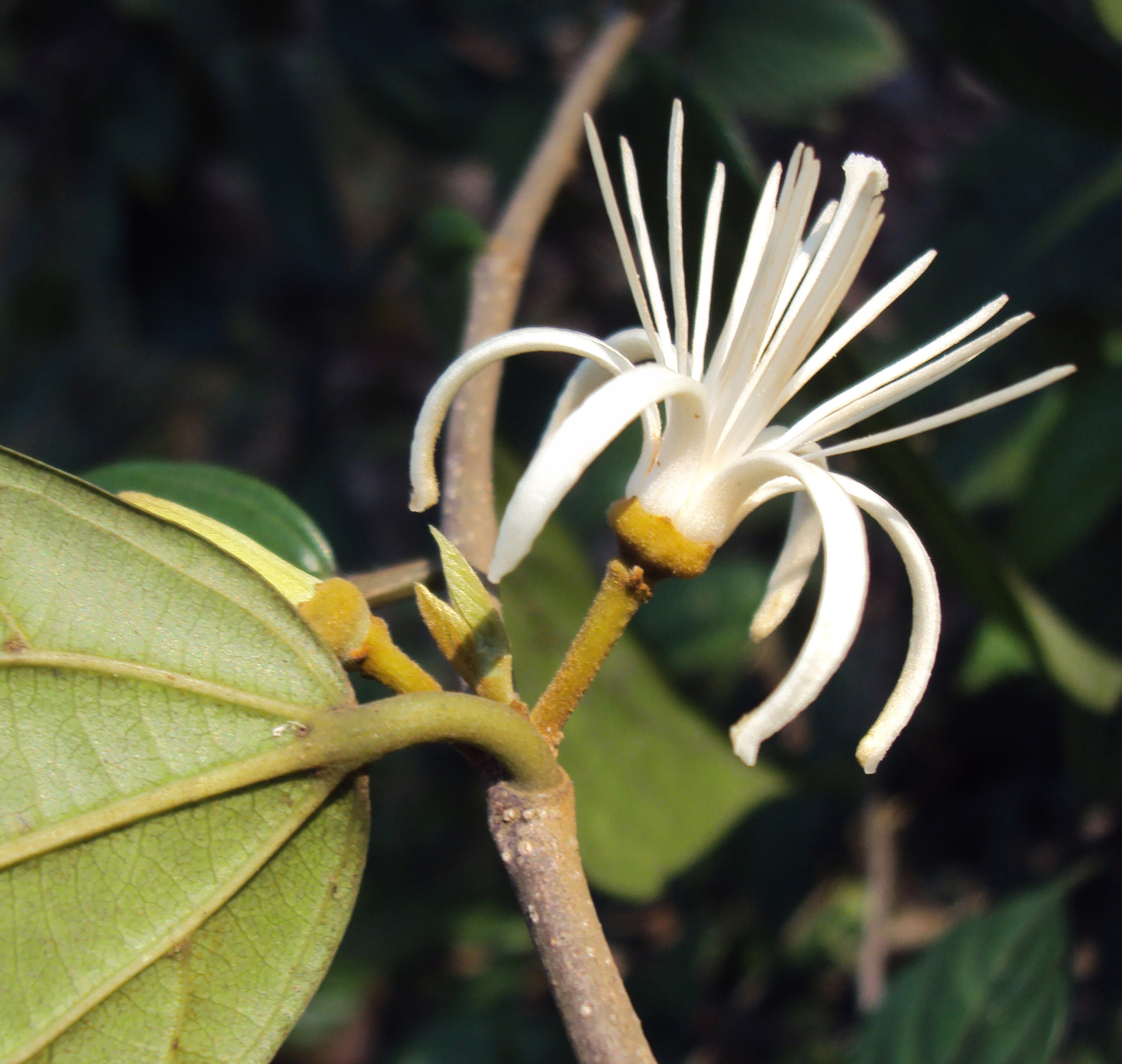
Pohledný květ Alangium salviifolium
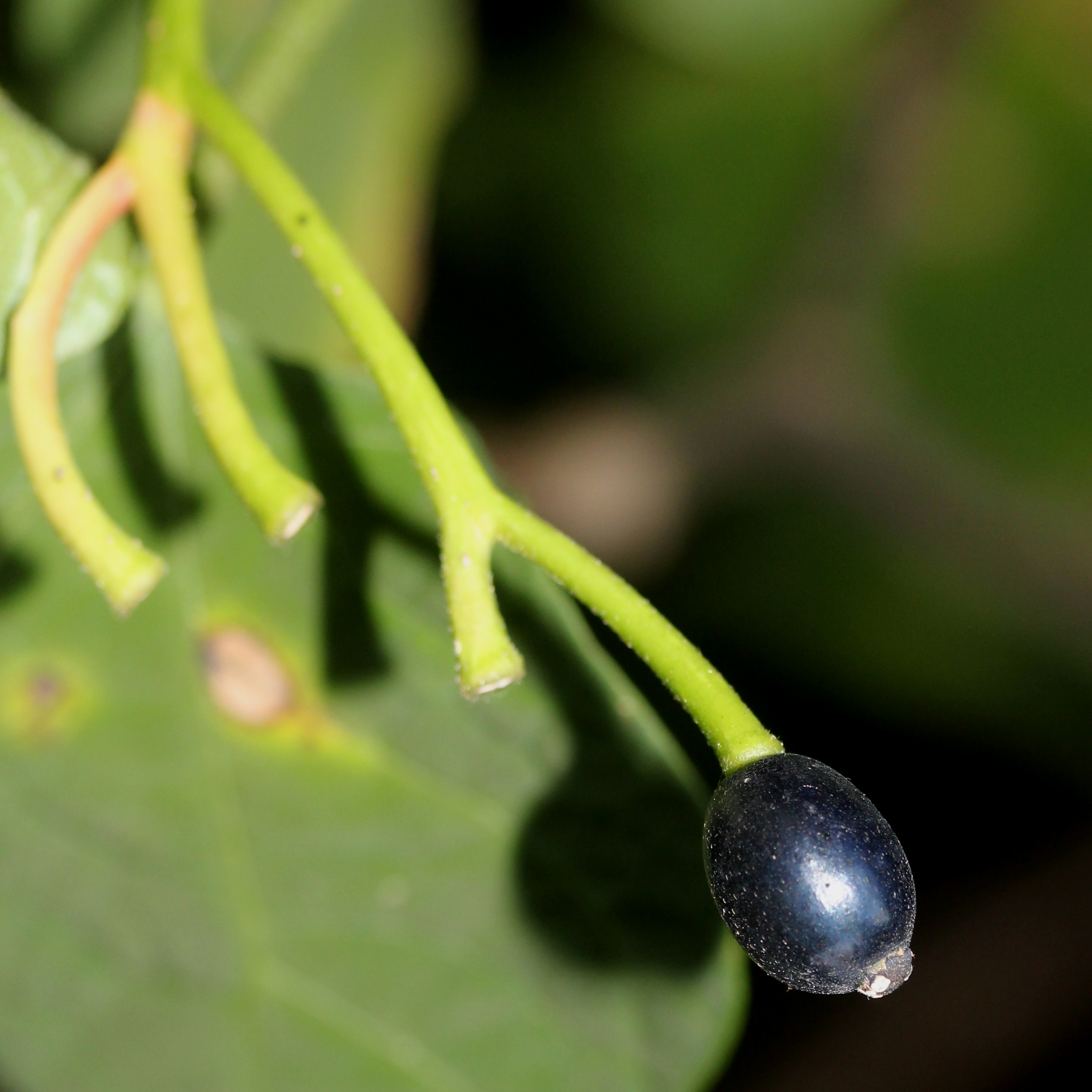
Plod alángia platanolistého

## Rozšíření
Rod alángium zahrnuje 57 druhů a je rozšířen ve Starém světě od tropického pásu po teplé oblasti mírného pásu. Areál sahá od tropické Afriky přes tropickou a východní Asii po východní Austrálii a ostrovy Tichomoří. Centrum druhové diverzity je v jihovýchodní Asii, odkud je uváděno celkem 26 druhů. Větší počet druhů roste též v Indočíně, Nové Guineji a Číně. Největší areál má druh alángium čínské (A. chinense), který je rozšířen od tropické Afriky přes Indický subkontinent, Čínu a Indočínu po jihovýchodní Asii. V africké oblasti se mimo tohoto druhu vyskytuje ještě A. salviifolium ve východní tropické Africe a druh A. grisolleoides, který je endemitem Madagaskaru. V Tichomoří roste jediný druh, Alangium vitiense. Ve východní Austrálii se vyskytují 2 druhy, A. polyosmoides a A. solomonense. Několik druhů zasahuje i do teplých oblastí mírného pásu. Nejdále na sever zasahuje alángium platanolisté (Alangium platanifolium), rozšířené v Číně, Koreji, Japonsku a na Ruském Dálném východě (Přímořský kraj). Na japonský ostrov Kjúšú zasahuje také druh A. premnifolium. Druh A. alpinum vystupuje v Himálaji až do nadmořské výšky okolo 3000 metrů.

## Taxonomie
Rod je členěn do 4 sekcí. Počet udávaných druhů se různí. V minulosti bylo zpravidla uváděno 21 druhů, po uveřejnění nových monografií sekcí Alangium (2016), Conostigma a Rhytidandra (2017) stoupl jejich počet na 57. Dosud nebyla uveřejněna monografie sekce Marlea, počet druhů se proto může ještě zvýšit.
V dřívějších taxonomických systémech (Cronquist, Dahlgren) byl rod Alangium řazen do samostatné čeledi v rámci řádu dřínotvaré (Cornales). Později bylo molekulárními studiemi zjištěno, že je tento rod sesterskou větví k rodu dřín (Cornus) a byl přeřazen do čeledi dřínovité (Cornaceae).

### Vývojový strom roduAlangium
|  | sekce Rhytidandra                                               |
|  |                                                                 |
|  | \| \| sekce Marlea \| \| \| \| \| \| sekce Alangium \| \| \| \| |
|  |                                                                 |
|  | sekce Marlea                                                    |
|  |                                                                 |
|  | sekce Alangium                                                  |
|  |                                                                 |

|  | sekce Marlea   |
|  |                |
|  | sekce Alangium |
|  |                |

|  | sekce Rhytidandra                                               |
|  |                                                                 |
|  | \| \| sekce Marlea \| \| \| \| \| \| sekce Alangium \| \| \| \| |
|  |                                                                 |
|  | sekce Marlea                                                    |
|  |                                                                 |
|  | sekce Alangium                                                  |
|  |                                                                 |

|  | sekce Marlea   |
|  |                |
|  | sekce Alangium |
|  |                |

### Vývojové vztahy v rámci řáduCornales
|  | Hydrostachyaceae                                            |
|  |                                                             |
|  | \| \| Hydrangeaceae \| \| \| \| \| \| Loasaceae \| \| \| \| |
|  |                                                             |
|  | Hydrangeaceae                                               |
|  |                                                             |
|  | Loasaceae                                                   |
|  |                                                             |

|  | Hydrangeaceae |
|  |               |
|  | Loasaceae     |
|  |               |

|  | Hydrostachyaceae                                            |
|  |                                                             |
|  | \| \| Hydrangeaceae \| \| \| \| \| \| Loasaceae \| \| \| \| |
|  |                                                             |
|  | Hydrangeaceae                                               |
|  |                                                             |
|  | Loasaceae                                                   |
|  |                                                             |

|  | Hydrangeaceae |
|  |               |
|  | Loasaceae     |
|  |               |

|  | Curtisiaceae |
|  |              |
|  | Grubbiaceae  |
|  |              |

|  | Alangium |
|  |          |
|  | Cornus   |
|  |          |

|  | Curtisiaceae |
|  |              |
|  | Grubbiaceae  |
|  |              |

|  | Alangium |
|  |          |
|  | Cornus   |
|  |          |

|  | Hydrostachyaceae                                            |
|  |                                                             |
|  | \| \| Hydrangeaceae \| \| \| \| \| \| Loasaceae \| \| \| \| |
|  |                                                             |
|  | Hydrangeaceae                                               |
|  |                                                             |
|  | Loasaceae                                                   |
|  |                                                             |

|  | Hydrangeaceae |
|  |               |
|  | Loasaceae     |
|  |               |

|  | Hydrostachyaceae                                            |
|  |                                                             |
|  | \| \| Hydrangeaceae \| \| \| \| \| \| Loasaceae \| \| \| \| |
|  |                                                             |
|  | Hydrangeaceae                                               |
|  |                                                             |
|  | Loasaceae                                                   |
|  |                                                             |

|  | Hydrangeaceae |
|  |               |
|  | Loasaceae     |
|  |               |

|  | Curtisiaceae |
|  |              |
|  | Grubbiaceae  |
|  |              |

|  | Alangium |
|  |          |
|  | Cornus   |
|  |          |

|  | Curtisiaceae |
|  |              |
|  | Grubbiaceae  |
|  |              |

|  | Alangium |
|  |          |
|  | Cornus   |
|  |          |

## Zástupci
- alángium čínské (Alangium chinense)
- alángium platanolisté (Alangium platanifolium)[13][14]

## Význam
Dřevo je místně v Africe a Asii používáno v řezbářství, stavebnictví apod., v Africe je druh alángium čínské (A. chinense) používán též v lidovém lékařství. Stálezelené alángium čínské a opadavé alángium platanolisté je možno pěstovat i v teplých oblastech mírného pásu, potřebuje však dobrý zimní kryt. V českých botanických zahradách a arboretech se s nimi lze setkat jen velice zřídka. Alángium platanolisté je uváděno z Průhonického parku.